# Rineloricaria osvaldoi
Rineloricaria osvaldoi är en fiskart som beskrevs av Fichberg och Chamon 2008. Rineloricaria osvaldoi ingår i släktet Rineloricaria och familjen Loricariidae. Inga underarter finns listade i Catalogue of Life.